# Aphytis abnormis
Aphytis abnormis is een vliesvleugelig insect uit de familie Aphelinidae. De wetenschappelijke naam is voor het eerst geldig gepubliceerd in 1881 door Howard.